# ماتیا فلیسی
ماتیا فلیسی (انگلیسی: Mattia Felici؛ زادهٔ ۱۷ آوریل ۲۰۰۱) بازیکن فوتبال است.
از باشگاه‌هایی که در آن بازی کرده‌است می‌توان به باشگاه فوتبال لچه اشاره کرد.